# Aanrandingen op oudejaarsavond 2015
De aanrandingen op oudejaarsavond 2015  vonden met name plaats bij het station van Keulen, waar groepen jonge mannen zich vergrepen aan een hele menigte feestende vrouwen. In veel gevallen werden de slachtoffers niet alleen betast en aangerand, maar ook beroofd en mishandeld. Ook sommige mannen werden het slachtoffer van de mishandelingen, en er werd vuurwerk naar groepen feestgangers gegooid. Tot 18 januari deden ruim achthonderd mensen aangifte. In 381 gevallen betrof dat seksueel getinte misdrijven.
Dergelijke voorvallen vonden niet alleen in Keulen, maar ook in andere Duitse en Europese steden plaats, zij het op kleinere schaal. In Duitsland werd in twaalf van de zestien Bundesländer melding gemaakt van dit soort voorvallen. In juli 2016 werd bekend dat er in heel Duitsland 900 gevallen van aanranding waren gemeld, met een totaal van 1200 slachtoffers. Buiten Duitsland ging het om steden in Finland, Zweden, Oostenrijk en Zwitserland. 
Volgens ooggetuigenverslagen en politierapporten uit Keulen hadden de daders een "Noord-Afrikaans of Arabisch" uiterlijk. De hoofdcommissaris van de stad, Wolfgang Albers, sprak van Straftaten einer völlig neuen Dimension ("misdrijven van een volledig nieuwe dimensie").
Opvallend was dat deze gebeurtenis niet direct door de media opgepikt werd. De Duitse politie kreeg het verwijt de situatie niet onder controle te hebben gehad. Ook was er veel kritiek op het persbericht van de politie dat op 1 januari was verschenen. Hierin was geen enkele verwijzing naar de ongeregeldheden te vinden. Daarnaast kwamen diverse Duitse media onder vuur te liggen, omdat zij pas dagen na de voorvallen naar buiten brachten wat er gebeurd was. Dit leidde tot beschuldigingen van (zelf)censuur.

## Keulen

### Chronologie der gebeurtenissen

#### Oudejaarsavond

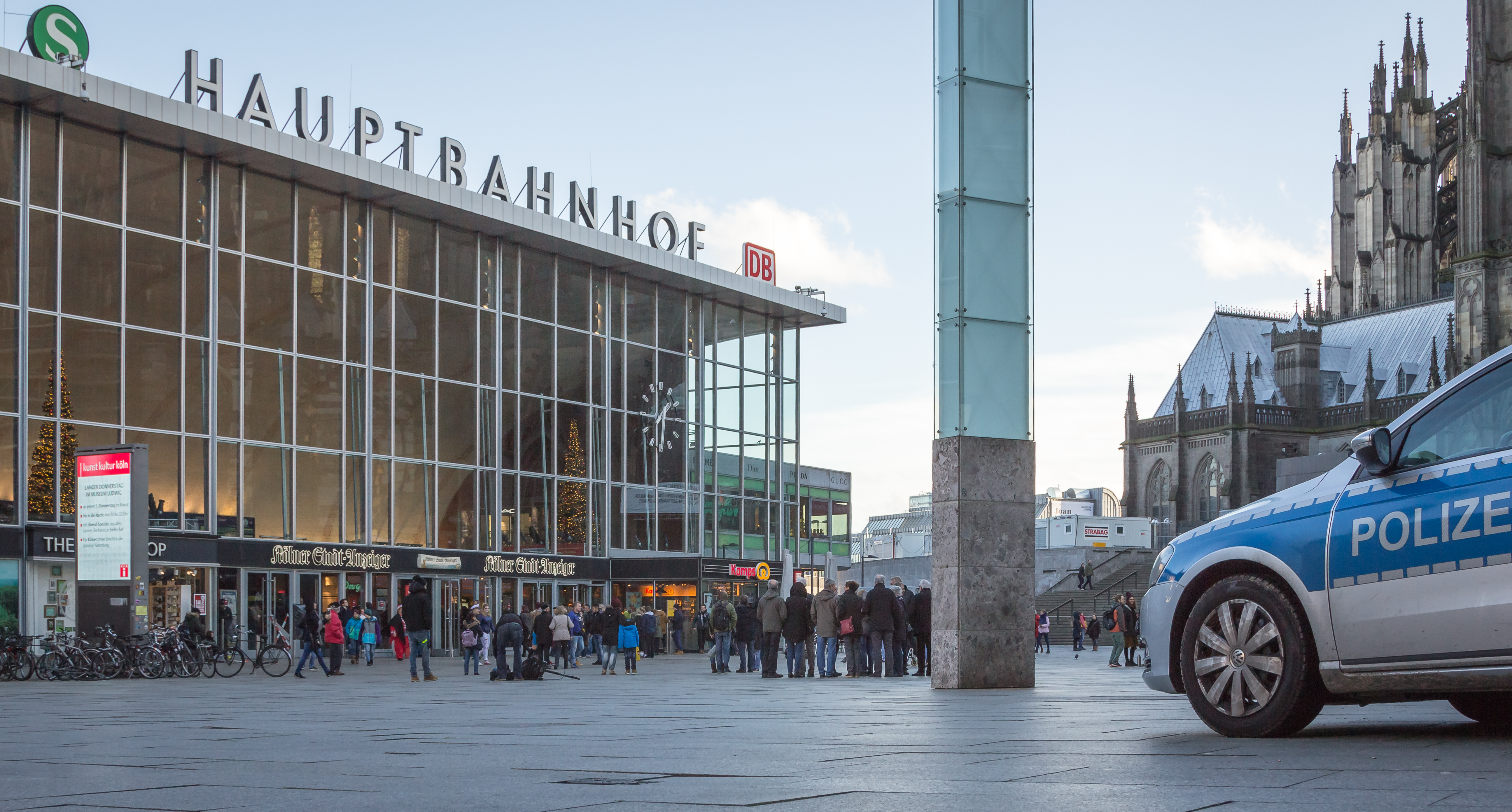
Het stationsplein, enkele dagen nadien

In de loop van de avond kwamen er bij de politie van Keulen meldingen binnen over ongeregeldheden op het stationsplein. Omdat er vuurwerk in de feestende massa geschoten werd en er paniek dreigde te ontstaan, veegde de politie een gedeelte van het stationsplein schoon. Zowel op het plein als in de stationshal als in de omgeving van de in het zuiden liggende Dom werden volgens ooggetuigen vrouwen door groepen van verschillende grootte omsingeld en vervolgens betast, aangerand, mishandeld en in veel gevallen beroofd. De slachtoffers beschreven later in interviews hoe ze overal op hun lichaam betast werden – met name in de schaamstreek – en hoe er werd geprobeerd hen met geweld te ontkleden. Aangezien het donker was, waren de daders moeilijk te zien.
Rond één uur 's nachts kwamen volgens de politie de eerste berichten van grote ongeregeldheden binnen. Gedurende de nacht werd er drie keer een noodoproep gedaan naar politiebureaus in de buurt. Volgens de voorzitter van de politievakbond van Noordrijn-Westfalen waren er gedurende de nacht zo'n tachtig gevallen waarin aanwezigen gevraagd naar het identiteitsbewijs en/of waarin personen werden staande gehouden dan wel in hechtenis genomen. Een aantal van de gecontroleerde mannen zou papieren van de Duitse immigratiedienst bij zich dragen. Anonieme politieagenten vertelden een krant dat er onder de aangehouden personen veel recent in Duitsland gearriveerde immigranten waren.

#### Persbericht op nieuwjaarsdag

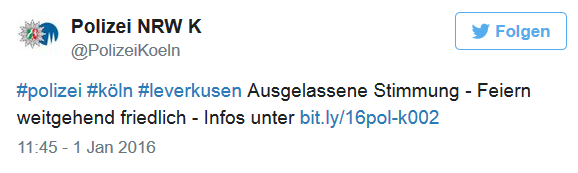
Tweet van de Keulse politie op nieuwjaarsdag

Het eerste persbericht van de Keulse politie op de ochtend van 1 januari 2016 luidde: "Uitgelaten stemming - Feestelijkheden overwegend vreedzaam (verlopen)." In de middag van 2 januari bracht de politie het eerste bericht naar buiten dat er vrouwen zouden zijn aangerand. Op zondag 3 januari werd er  op het centraal station een groep van vijf mannen gearresteerd die vrouwen belaagd en reizigers bestolen zouden hebben. Of deze mannen iets met de gebeurtenissen op oudejaarsavond te maken hadden, was onduidelijk. De politie zette een speciaal onderzoeksteam op dat de gebeurtenissen moest onderzoeken, onder andere door het bestuderen van videobeelden.

#### Persconferentie op 5 januari

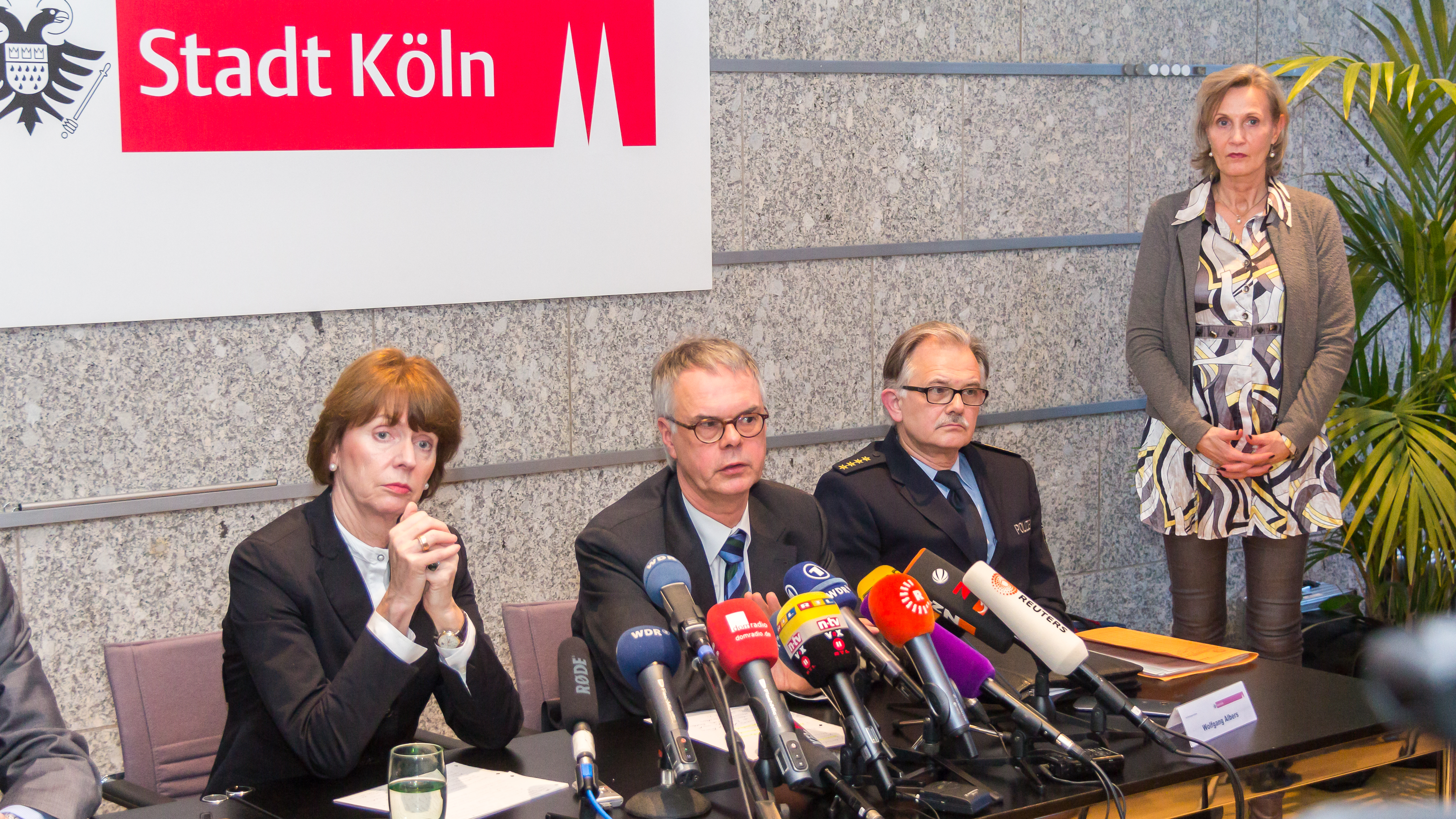
Persconferentie op het Keulse stadhuis, met links burgemeester Henriette Reker; in het midden hoofdcommissaris van de politie Wolfgang Albers en rechts hoofdinspecteur Michael Temme

Op 5 januari vond een gezamenlijke persconferentie plaats van de Keulse burgemeester Henriette Reker en de hoofdcommissaris van de politie, Wolfgang Albers. Daarbij verklaarde Reker dat er volgens de autoriteiten geen enkele aanwijzing was dat er onder de verdachten ook immigranten zouden zijn. Beweringen en geruchten daarover noemde ze "absoluut ontoelaatbaar." Over het precieze aantal daders en hun achtergrond was nog weinig bekend, volgens Albers. Hij voegde eraan toe dat het geregistreerde aantal van (op dat moment) negentig aanklachten niet automatisch betekende dat er ook negentig daders waren. Er werd benadrukt dat – hoewel er in sommige nieuwsberichten werd gesproken over een groep van duizend mensen – er zeker geen duizend daders waren. Ook zei Albers dat het uitbrengen van een positief bericht op nieuwjaarsdag een fout was. Het persbericht van de politie van nieuwjaarsdag 8:57 vermeldde nog een "ontspannen situatie." Dit werd door de feiten achterhaald.

### Stand van aangiftes
Hoofdcommissaris Albers merkte naar aanleiding van het lopend onderzoek op dat veel delicten betrekking hadden op mishandeling, roof en diefstal, maar dat de belangrijkste factor de massale seksuele aanvallen op vrouwen was. Er werd ook twee keer aangifte gedaan van verkrachting. Opvallend was dat het aantal aangiftes een week na de gebeurtenissen nog hard opliep. Op 8 januari waren er bij de Keulse politie en de federale politie in totaal ca. tweehonderd aangiftes binnengekomen; volgens de politie had driekwart daarvan betrekking op seksuele delicten.
Dit aantal liep snel op: Op 9 januari bedroeg het aantal aangiftes 379, waarvan het in ongeveer veertig procent van de gevallen ging om seksueel geweld. Tot en met zondag 10 januari was er bij de politie al meer dan vijfhonderd maal aangifte gedaan. Op dinsdag 12 januari was het aantal nog verder gestegen tot 653. Ook een politieagente in burger werd het slachtoffer van aanranding. Op 20 januari werden er in vier grote steden in het westelijke Bundesland Noordrijn-Westfalen (Keulen, Düsseldorf, Dortmund en Bielefeld) rond de 1000 aangiftes opgetekend.
Twee weken na de gebeurtenissen werd duidelijk dat de Keulse Dom was bekogeld met vuurwerk. De hoofdarchitecte van de Dom, Barbara Schock-Werner, vertelde dat er al vroeg op de avond van 31 december gericht en massaal vuurwerk naar de Dom werd gegooid. Schock-Werner, die de eindejaarsmis in het gebouw bijwoonde, vermoedde dat er opzet in het spel was: gedurende de Mis was er een continu geknal van rotjes tegen de muren, en van vuurpijlen tegen de grote ramen op het noorden.

### Daderprofiel

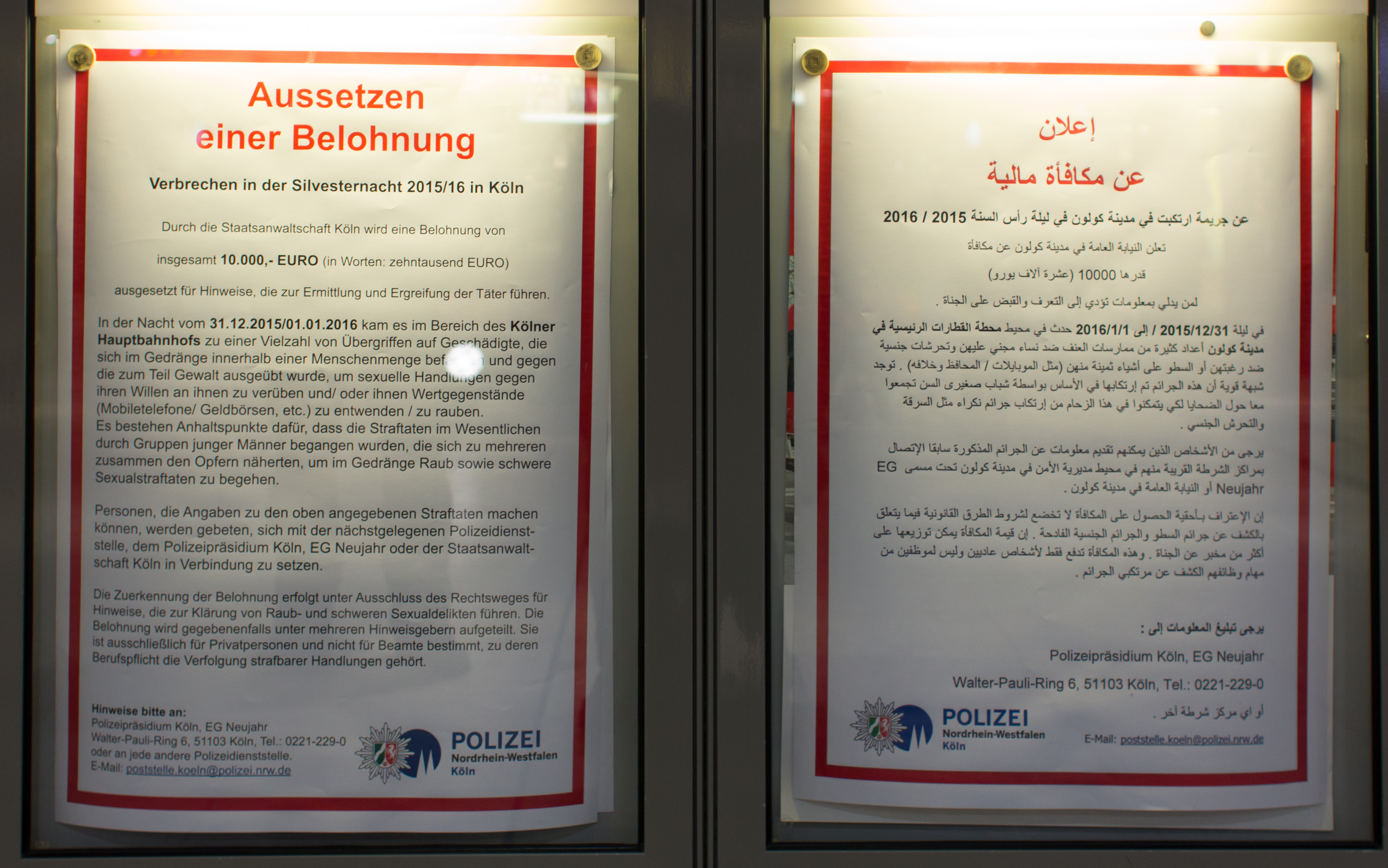
Verzoek om getuigenissen van de Keulse politie in het Duits en Arabisch

Interne politieberichten van dienstdoende agenten en persberichten enkele dagen na de gebeurtenissen spraken van een groep van 1000 (overwegend) jonge mannen, die in de woorden van hoofdcommissaris Albers "stomdronken, agressief en volledig losgeslagen" ("stark betrunken, agressiv und völlig enthemt") waren. Niet alle mannen uit de groep van 1000 zouden zich aan de aanvallen schuldig hebben gemaakt: er zouden zich kleinere groepen gevormd hebben die elk op verschillende plekken rond het stationsplein toesloegen. Deze kleinere groepen hadden een omvang van drie tot twintig personen, hoewel sommige bronnen van nog grotere groepen spreken. De daders hadden volgens politiebeambten, ooggetuigen en slachtoffers een "Noord-Afrikaans of Arabisch" uiterlijk, en ze spraken geen Duits. Hoofdcommissaris Albers zei dat nader onderzoek moest uitwijzen of de daders zich via sociale media hadden georganiseerd. Er zijn sterke aanwijzingen dat ze bewust naar Keulen zijn gereisd om de misdrijven te plegen.
Voor het gros van de misdrijven in Keulen zouden ongeveer honderdtachtig mannen verantwoordelijk zijn. Deze zouden in tegenstelling tot de rest van de menigte nuchter zijn geweest en vooral trainingspakken hebben gedragen. Volgens onderzoek van de lokale krant Kölner Stadt-Anzeiger was al direct op oudejaarsavond bekend dat veel van de daders uit Syrië, Irak en Afghanistan kwamen, en dat veel van hen pas kort in Duitsland woonden. Dit bleek echter later niet op feiten te berusten. Op 8 januari maakte de politie bekend 31 verdachten te hebben geïdentificeerd, van wie achttien asielzoekers. 29 daders waren niet afkomstig uit Duitsland. De meeste verdachten kwamen uit Algerije (9), Marokko (8) en Iran (5). Er waren twee Duitse verdachten, en één Amerikaan. Op 15 januari 2016 waren er 73 verdachten, van wie het overgrote deel pas kort in Duitsland was (als asielzoeker of als illegaal). De meeste verdachten waren van Noord-Afrikaanse afkomst: 30 van hen kwamen uit Marokko, 27 uit Algerije en 3 uit Tunesië. 15 verdachten zaten vast. Begin april werd bekend dat van de 153 verdachten er 149 uit het buitenland kwamen. Het merendeel van de verdachten (103) kwam uit Marokko en Algerije. 68 van de verdachten waren asielzoekers, en 18 verdachten waren illegaal in Duitsland. Van veel verdachten bleef de precieze status onopgehelderd. Burgemeester Reker moest erkennen dat veel daders uiteindelijk vrijuit zouden gaan, onder andere vanwege het ontbreken van bewijs. In juli werd door het Bundeskriminalamt geschat dat meer dan 2000 mannen zich schuldig zouden hebben gemaakt aan de misdrijven, gezien het feit dat de daders in groepen opereerden.
Volgens de Duitse misdaadverslaggever Oliver Köhler van de WDR is al veel langer bekend dat groepen jonge Noord-Afrikaanse mannen stelen en seksueel geweld gebruiken rondom het station van Keulen. Het zou vooral gaan om mensen uit Noord-Afrika, met name Algerije, Tunesië en Marokko. Volgens Köhler gaat het om mensen die nog in de procedure zitten om een verblijfsvergunning aan te vragen. In de tussentijd zouden ze misdrijven plegen. Deze groepen zouden op oudejaarsavond op het stationsplein zijn geweest, waar ze samenkwamen met andere groepen. Naar aanleiding van het gedrag van de daders sprak de voorzitter van de politievakbond in Noordrijn-Westfalen, Arnold Plickert, van een "volledig nieuwe dimensie van geweld" ("völlig neue Dimension der Gewalt"). Hoofdcommissaris van Keulen Wolfgang Albers sprak in vergelijkbare bewoordingen over de zaak.
Volgens de Duitse criminologe Rita Steffes-enn waren aanrandingen van deze schaal, gepaard gaande met berovingen, een noviteit in Duitsland, alhoewel het volgens haar in een trend van de laatste jaren paste. Waar er bij kleine aantallen daders kan worden ingegrepen door omstanders, was dit in het onderhavige geval door de tactiek en grote aantallen van de daders niet mogelijk. Zelfs de politie stond in veel gevallen machteloos. Volgens het Bundeskriminalamt leken de gebeurtenissen op het in de Arabische wereld voorkomende fenomeen van de taharrush gamea ('gezamenlijke aanranding'), waar groepen daders bij grote publieke gelegenheden zoals demonstraties of concerten bewust vrouwen aanranden, beroven en soms verkrachten.

### Arrestaties en veroordelingen
Op 18 januari 2016 werd een eerste verdachte gearresteerd in verband met de massa-aanrandingen. Het betrof een 25-jarige Algerijn die in de vluchtelingenopvang verbleef.
Op 7 juli werd voor het eerst iemand veroordeeld voor de gebeurtenissen in Keulen. Het betrof een 21-jarige Irakees. Hij werd op basis van het jeugdstrafrecht veroordeeld tot een jaar voorwaardelijke gevangenisstraf voor het aanranden van een vrouw.
Op 11 mei werd een 33-jarige Marokkaanse man veroordeeld tot een celstraf van een jaar en zeven maanden voor het aanranden van een 18-jarige vrouw en voor zware mishandeling in Düsseldorf. Het slachtoffer had de dader herkend van een televisie-uitzending. Begin mei werd een 26-jarige Algerijn vrijgesproken van poging tot aanranding in Keulen. De rechter oordeelde dat er niet voldoende bewijs was.

## Gebeurtenissen in andere Duitse steden

### Hamburg
Volgens de Hamburgse politie vonden er vooral in de wijk St. Pauli voorvallen plaats waarbij aanranding en roof samengingen. Vrouwen tussen de 18 en 24 jaar werden in een menigte door verschillende mannen betast en beroofd. De incidenten vonden vooral plaats op de Reeperbahn. Er waren tussen de twintig en veertig daders, die evenals in Keulen een "zuidelijk of Arabisch uiterlijk" zouden hebben. Tot en met 10 januari was er 108 keer aangifte gedaan bij de lokale politie.
Op 15 januari was het aantal gedane aangiftes gestegen tot 195. Er zouden acht verdachten in beeld zijn, die allen een buitenlandse achtergrond hadden. Het zou zowel gaan om mensen die al jaren in Hamburg woonden als mensen die pas in Duitsland waren gearriveerd. Er was nog geen verdachte opgepakt.

### Stuttgart
Rond half twaalf 's nachts had een groep van ongeveer vijftien mannen twee vrouwen omsingeld, betast en beroofd in het centrum van Stuttgart. In de week na oudejaarsavond kwam er nog een vijftal aangiftes bij, meest van jonge vrouwen die aangerand waren. De politie van Stuttgart waarschuwde ervoor om de voorvallen in de stad met die in Keulen te vergelijken. Volgens de voorzitter van de lokale politievakbond was de aard en de schaal van de gebeurtenissen te verschillend. Er was wel een overeenkomst in het daderprofiel: ook in Stuttgart ging het om "mannen van tussen de dertig en de veertig met een Arabisch uiterlijk."

### Frankfurt am Main
In Frankfurt am Main meldden drie vrouwen dat ze rond twintig over twaalf in de buurt van de Eiserner Steg (een brug over de Main) door een groep van tien jonge mannen omsingeld en aangerand waren. Ook werden ze bestolen. Het zou gaan om "Noord-Afrikaanse mannen, die slecht Engels praatten met een Arabisch accent." Een andere vrouw meldde dat ze al om elf uur 's nachts samen met drie vriendinnen op de Eiserner Steg betast en beroofd was.

## Gebeurtenissen in andere Europese steden
Ook in andere Europese steden kwam het op oudejaarsavond tot een "ongewoon hoog aantal gevallen van seksuele aanranding." Het gaat om steden in Finland, Oostenrijk, Zweden en Zwitserland.

#### Helsinki
In de Finse hoofdstad Helsinki was het onrustig tijdens Oudejaarsavond. Er werd een groot aantal aanrandingen gemeld. De adjunct-commissaris van de stad sprak van een "totaal nieuw fenomeen voor Helsinki". De Finse politie zegt vooraf aanwijzingen te hebben gehad dat er massa-aanrandingen zouden plaatsvinden in de stad. De politie was uit voorzorg in groten getale aanwezig op een centraal plein in de hoofdstad, waar zo'n 20.000 samenkwamen om feest te vieren. Rond het centraal station van de Finse hoofdstad had zich een groep van circa duizend Iraakse asielzoekers verzameld, van wie een aantal vrouwen lastigviel. Drie Iraakse mannen werden aangehouden.

#### Kalmar
In de Zweedse stad Kalmar werden zeker vijftien vrouwen aangerand. De vrouwen werden omsingeld door groepen mannen en vervolgens aangerand. Hoewel er door de Zweedse politie geen mededelingen werden gedaan over de etniciteit en afkomst van de daders – zoals gebruikelijk is in Zweden – ging het volgens ooggetuigen om daders met een "Arabisch of Noord-Afrikaans uiterlijk". Twee asielzoekers werden gezocht in verband met de misdrijven.

#### Zürich
Tientallen vrouwen werden in de Zwitserse stad Zürich het slachtoffer van aanranding en beroving. De aanvallen vonden in het stadscentrum plaats. De vrouwen zouden in de menigte door verschillende mannen "met een donkere huidskleur" betast en beroofd zijn.

#### Salzburg
In Salzburg werden vier minderjarige asielzoekers uit Syrië en Afghanistan verdacht van het aanranden en bedreigen van drie jonge meisjes. Een zeventienjarig meisje werd mishandeld door een jonge Syriër, en meerdere vrouwen werden seksueel misbruikt.

## Reacties in Duitsland

### Politie
De aanpak van de Keulse politie op oudejaarsavond werd in een intern politierapport door een hoge politieofficier omschreven als "chaotisch en beschamend." De politie had de situatie op het stationsplein later op de avond niet meer onder controle. Er werd zelfs rekening gehouden met dodelijke slachtoffers. Als oorzaken werden genoemd een gebrek aan mankracht en een te lichte uitrusting. Veel dienstdoende agenten spraken van een totaal gebrek aan respect van de verdachten: "Dit heb ik in mijn 29 dienstjaren nog nooit meegemaakt," schrijft de opsteller van het interne politierapport. Er wordt beschreven hoe een van de mannen uit de menigte naar de politie riep: "Ik ben Syriër, jullie moeten mij vriendelijk behandelen. Merkel heeft mij uitgenodigd." Andere mannen verscheurden voor de ogen van de politie hun immigratiepapieren, en er werd gezegd: "Jullie kunnen mij niets maken. Morgen ga ik een nieuw papiertje halen."
Bij de planning van oudejaarsavond was besloten om twee van de drie beschikbare oproepposten in het centrum bemand te laten. Andere posten in de buurt van Keulen hadden een gezamenlijke capaciteit van 114 man, die snel ter plaatse hadden kunnen zijn. Nog op oudejaarsavond had de Keulse politie kunnen besluiten om versterking te vragen van politieposten in de omgeving van de stad. Zo stond het hoofdbureau van Duisburg de hele nacht in contact met de Keulse politie en bood het meermalen versterking aan, die echter werd afgewezen. Meerdere dienstdoende agenten hadden in de loop van de nacht tevergeefs om versterking gevraagd om de situatie onder controle te kunnen krijgen.

### Politiek

#### Noordrijn-Westfalen
De zittend burgemeester van Keulen, Henriette Reker, verklaarde tegenover de lokale Keulse krant Kölner Stadt-Anzeiger dat de gebeurtenissen "ongehoord" waren. Er kon geen sprake van zijn dat mensen bang werden om in de stad aangevallen te worden. Reker zei dat ervoor gewaakt moest worden dat er gebieden zouden ontstaan waar de politie geen zeggenschap meer zou hebben. Ze kondigde maatregelen aan die de openbare ruimte veiliger moesten maken, zoals meer cameratoezicht rond het station. Reker zei dat er in het vervolg voor situaties als deze (ongeplande massabewegingen) veiligheidsprotocollen zouden worden opgesteld. Er werd een 'gedragshandleiding' voor vrouwen opgesteld. In deze handleiding stonden aanbevelingen zoals het blijven binnen de eigen groep, altijd als getuige op te treden, en het in acht nemen van "een armlengte" afstand tot vreemde mensen. Vooral deze laatste zinsnede kwam haar op veel kritiek te staan, van zowel gevestigde politici als gebruikers van sociale media. Reker werd beschuldigd van victim blaming.
Hannelore Kraft, de minister-president van het Bundesland, verwachtte van de politie dat ze doelmatig op zou treden. Minister van Binnenlandse Zaken Ralf Jäger (SPD) verklaarde tegenover het plaatselijke dagblad Express: "We zullen niet accepteren dat Noord-Afrikaanse mannen zich in groepen organiseren om weerloze vrouwen te vernederen door middel van seksuele aanvallen." Het was, aldus Jäger, absoluut noodzakelijk dat de politie hard zou optreden en meer in het straatbeeld aanwezig zou zijn om voorvallen als deze in de toekomst (bijvoorbeeld tijdens het Keulse carnaval) te voorkomen.
Vanuit de politiek van het Bundesland was er veel kritiek op het optreden van de politie. CDU-lid van de Landdag van NRW Gregor Golland bekritiseerde vooral de Keulse hoofdcommissaris Albers. De gebeurtenissen toonden aan, aldus Golland, dat Albers de situatie "totaal niet onder controle" had. De plaatselijke fractievoorzitter van Die Grünen Kirsten Jahn trok een parallel met een eerdere demonstratie in het stadscentrum – hooligans tegen salafisten, in 2014 – waarbij de politie ook de controle zou hebben verloren.

## Nasleep
Tegenstanders van de komst van vluchtelingen, zoals in Duitsland de AfD- en Pegidaaanhangers probeerden politieke munt uit de situatie te slaan.

### Incidenten
Op 10 januari werden in het centrum van Keulen zes Pakistanen en een Syriër aangevallen, volgens het nieuwsbericht door Duitse rechts-extremisten of hooligans. Twee van de belaagden moesten in het ziekenhuis worden behandeld.